# 가시이 가모메 대교
가시이 가모메 대교(일본어: 香椎かもめ大橋, かしいかもめおおはし)는 하카타 항에 가설되는 전체 길이 789m, 편도 3차선의 다리이다. 후쿠오카시 히가시구의 하코자키후토우 4가와 카시하마 3가를 묶는다. 임항 도로카시이 파크 포토 1호선의 일부이다. 후쿠오카시내의 교량에서 가장 길다.후쿠오카 일가 4명 살해 사건의 현장은, 이 대교의 바로 밑에서 만났다.

## 연혁
- 1989년 - 착공
- 1994년 - 잠정 공용(현재의 남행차선이 완성)
- 2003년 - 완성

## 주변
- 미나토 100년 공원
- 도시 고속 1호선
- 아일랜드 시티
- 바다 속 미치히로 다리

## 닮은 명칭의 교량
- 가모메 대교
- 토네 가모메 대교